# Kamīābād
Kamīābād (persiska: كمی آباد) är en ort i Iran.   Den ligger i provinsen Ardabil, i den nordvästra delen av landet, 400 km nordväst om huvudstaden Teheran. Kamīābād ligger 1 363 meter över havet och antalet invånare är 563.
Terrängen runt Kamīābād är platt åt nordost, men åt sydväst är den kuperad. Runt Kamīābād är det ganska tätbefolkat, med 139 invånare per kvadratkilometer. Närmaste större samhälle är Ardabil, 9,8 km nordväst om Kamīābād. Trakten runt Kamīābād består till största delen av jordbruksmark.